# VENY
VENY(1998년 12월 27일 ~ )는 아스카라는 활동명으로 활동했던 일본의 트랜스여성 프로레슬러 선수이다. 2023년 9월 활동명을 VENY로 통일했다.